# Слободищенська битва

Слободищенська битва

Слободищенська битва — битва московсько-польської війни 1654—1667 років, що відбулася у жовтні 1660 року між польсько-татарським та козацько-московським військами поблизу містечок Слободище і Чуднів на Волині.
Юрій Хмельницький та його найближче оточення (Тиміш Носач, Іван Ковалевський, Григорій Лісницький), розуміючи суть Переяславських статей, намагалися використати їх як важливий чинник у боротьбі за звільнення тих українських земель, які ще залишалися під владою Речі Посполитої. Було вирішено здійснити новий похід на Західну Україну.
У липні 1660 року були створені дві групи військ, які мали визволити Львів і навіть, за сприятливої ситуації, дійти до Кракова. Пізніше з Києва на захід вирушила московська армія (40-60 тисяч вояків) на чолі з боярином Василем Шереметєвим. Під Фастовим до них приєдналося 11 козацьких полків під орудою наказного гетьмана Тимоша Цицюри. Юрій Хмельницький зібрав основні сили козацького війська на Ташлику (до 40 тисяч) і мав наздоганяти В. Шереметєва на Волині. Тим часом армія Речі Посполитої об'єдналася з військами Кримського ханства. Їхні спільні сили склали понад 100 тисяч осіб.
Головне командування цього війська (С.Потоцький, Ю. Любомирський, Ян Собєський, Амурат-султан) вирішило перехопити ініціативу і розбити українсько-московські війська поодинці. Водночас було зроблено все, щоб використати незадоволення козаків Переяславським договором 1659 року і перетягти їх на свій бік. Це також спрацювало.
Під час битви під Любаром спільний табір козацько-московських військ перерізав земляний вал, яким Шереметєв поспішив відгородитися від корпусу Цицюри. Не витримавши тиску противника, Шереметєв відступив до Чуднова, куди поспішив і Ю. Хмельницький. У цей час частина польсько-татарського війська на чолі із С. Потоцьким залишилася під Чудновим, а інша, більша, на чолі з Ю. Любомирським, була кинута напереріз Ю. Хмельницькому і раптово вдарила на козацькі війська під Слободищами. У цей час полковник Г. Лісницький переконав Ю. Хмельницького розпочати перемовини.
17-18 жовтня 1660 року укладена угода із представниками Речі Посполитої про поразку під Слободищами, про що було повідомлено Т. Цицюрі та підлеглим йому військам, після чого вони перейшли на бік Польщі. В. Шереметєв капітулював.

## Підсумки
Юрій Хмельницький уклав 27 жовтня 1660 року з Польщею так званий Слободищенський трактат, який розривав союз з Москвою та скасовував Переяславські статті й відновлював союз з Польщею. Фактично було поновлено Гадяцький договір, але в обмеженому вигляді. Тепер Україна ставала автономною одиницею в складі Речі Посполитої, втрачаючи статус Великого князівства Руського.
Частина лівобережної козацької старшини виступила проти гетьмана Ю. Хмельницького й відмовилась визнавати укладенну козацько-польську угоду.
У цій битві пропало потужне московське військо, через що цар знову почав готуватися до евакуації з Москви на Волгу. В. Шереметєв опинився у кримській неволі.
Найголовнішим пунктом умов капітуляції була відмова царського уряду від претензій на Україну.